# Eli Greenbaum
Eli Bowen Greenbaum (* 29. September 1974) ist ein US-amerikanischer Herpetologe und Evolutionsbiologe. Sein Forschungsschwerpunkt ist die Herpetofauna Zentralafrikas.

## Leben
Nach seinem Highschool-Abschluss im Jahr 1992 erlangte Greenbaum im Jahr 1996 den Bachelor of Science an der Binghamton University, Binghamton, New York. 1998 graduierte er mit einer Arbeit über die Geschlechtsdifferenzierung bei der Dornrand-Weichschildkröte zum Master of Science an der University of Louisiana at Monroe. 2006 wurde er mit der Dissertation Molecular systematics of New World microhyline frogs, with an emphasis on the Middle American genus Hypopachus unter der Leitung von Linda Trueb zum Ph.D. in Ökologie und Evolutionsbiologie an der University of Kansas, Lawrence, promoviert. In seiner Postdoktorandenphase von 2006 bis 2008 war er wissenschaftlicher Mitarbeiter an der biologischen Abteilung der Villanova University. Von 2008 bis 2012 war er Assistenzprofessor und seit 2013 ist er außerordentlicher Professor an der Abteilung für Biowissenschaften der University of Texas at El Paso (UTEP).
Während sich Greenbaum in seiner Studienzeit auf die Engmaulfrösche (Microhylidae) der Neuen Welt konzentrierte, verlagerte er seine Forschungsinteressen ab 2007 auf die Herpetofauna der Demokratischen Republik Kongo. Seine neunjährige Forschungsarbeit im Kongo gipfelte Ende 2017 in der Veröffentlichung des Buchs Emerald Labyrinth: A Scientist’s Adventures in the Jungles of the Congo, das von der Zeitschrift Forbes zu den zehn besten Büchern des Jahres 2017 in der Kategorie Biologie gewählt wurde. 2006 war er am Werk The Amphibians and Reptiles of El Salvador von Gunther Köhler und Milan Veselý als Co-Autor beteiligt. 
Ein Großteil von Greenbaums Arbeit im Kongo bestand aus dem Sammeln der DNA von Fröschen und anderen Amphibien und Reptilien, die in naher Zukunft vom Aussterben bedroht sein könnten. 
Greenbaums Arbeit konzentriert sich hauptsächlich auf die Sammlung von Amphibien- und Reptilienproben, die DNA-Sequenzierung und auf das Fotografieren der Exemplare. 
Neben seinen Expeditionen im Kongo betrieb Greenbaum Feldarbeit in Australien (1998), Burundi (2011), El Salvador (2000), Guinea (2002), Indonesien (2013), Mali (2001), Mexiko (2005), Peru (2008), auf den Seychellen (2006), in Südafrika (2006), Uganda (2014) und in Louisiana in den späten 1990er Jahren. Er verfasste über 100 wissenschaftliche Artikel, die unter anderen in den Journalen PLOS ONE, Zoological Journal of the Linnean Society, Molecular Phylogenetics and Evolution, Biology Letters, BMC Evolutionary Biology, Zootaxa, Herpeotological Review, Breviora, Herpetological Monographs und im Journal of Biogeography veröffentlicht wurden.
2023 gelang Greenbaum die Wiederentdeckung des Froschlurches Arthroleptis hematogaster in der Demokratischen Republik Kongo, der seit den 1950er Jahren nicht mehr nachgewiesen wurde.